# Babylon (przedsiębiorstwo)
Babylon.com Ltd. – izraelskie przedsiębiorstwo komputerowe, afiliowana kompania Formula Vision Technologies, założone w 1997 roku.
Jego głównym produktem jest program Babylon Translator – interfejs do słowników budowanych zarówno przez Babylon, jak i wolontariuszy z całego świata – w 2004 roku oferta obejmowała ok. 1700 darmowych słowników w kilkudziesięciu językach. Szacuje się, że program jest używany (2004) przez około 25 mln osób. Babylon oferuje także produkty korporacyjne .